# سرجو ماجینی
سرجو ماجینی (ایتالیایی: Sergio Maggini؛ زادهٔ ۱۴ فوریه ۱۹۲۰) دوچرخه‌سوار اهل ایتالیا است.